# Bradley Joseph
Bradley Joseph, (Willmar, Minnesota, de 1965), é um compositor e pianista/tecladista norte-americano. 

## Discografia
- Hear The Masses  (1994)
- Rapture  (1997)
- Solo Journey  (1999)
- Christmas Around the World  (2000)
- One Deep Breath  (2002)
- The Journey Continues  (2003)
- Music Pets Love: While You Are Gone  (2004)
- For The Love Of It  (2005)
- Piano Love Songs  (2006)
- Hymns and Spiritual Songs (2007)
- Classic Christmas (2008)
- Suites & Sweets (2009)
- Paint the Sky (2013)